# Fruntimmersveckan
Fruntimmersveckan, tidigare även benämnd flickveckan (finska Naistenviikko), kallas de sex–sju dagar i Sverige och Finland som infaller mellan 18 eller 19 och 24 juli då enbart kvinnor har namnsdagar. I Sverige och bland finlandssvenskar är fruntimmersveckan sedan 1827 respektive 1868 sex dagar lång och börjar 19 juli, medan den i Finland sedan 1929 är sju dagar lång och börjar 18 juli. 
I både finska och finlandssvenska kalendrarna är fruntimmersveckans namnsdagar i stort sett desamma som i Sverige, men i Finland har namnen flera varianter. Detta innebär att enligt den finska kalendern firas 32 kvinnonamn under fruntimmersveckan, vilka bärs av totalt 627 000 kvinnor (2011).
I Sverige försvann de flesta av de alternativa namn som fanns för dessa dagar under 1990-talet i samband med införandet av 2001 års namnsdagslängd.
| Datum   | Svenska namnsdagar   | Finlandssvenska namnsdagar                           | Finska namnsdagar                                           |
| ------- | -------------------- | ---------------------------------------------------- | ----------------------------------------------------------- |
| 18 juli | Fredrik, Fritz       | Fred, Fredrik, Fredrika                              | Riikka                                                      |
| 19 juli | Sara                 | Sally, Sara                                          | Saara, Salla, Salli, Sara, Sari, Sarita                     |
| 20 juli | Margareta, Greta     | Greta, Gretel, Margareta, Margit, Margita, Marit     | Maaret, Maarit, Margareeta, Marketta, Reeta, Reetta         |
| 21 juli | Johanna              | Hanna, Hannele, Jenna, Jenny, Joanna, Johanna, Jonna | Hanna, Hanne, Hannele, Jenna, Jenni, Joanna, Johanna, Jonna |
| 22 juli | Magdalena, Madeleine | Lena, Lenita, Madeleine, Magdalena, Malena, Malin    | Leena, Leeni, Lenita, Matleena                              |
| 23 juli | Emma, Emmy           | Olga                                                 | Oili, Olga                                                  |
| 24 juli | Kristina, Kerstin    | Kerstin, Kia, Krista, Kristel, Kristina, Stina, Tina | Kiia, Kirsi, Kirsti, Krista, Kristiina, Tiina, Tinja        |

## Historik

### Bakgrund
Fruntimmersveckan började både i Sverige och Finland ta form under medeltiden, då man 20–24 juli firade fyra kvinnliga helgon: Sankta Margareta av Antiochia (20 juli), sankta Praxedis (21 juli), sankta Maria Magdalena (22 juli) och sankta Christina av Bolsena (24 juli). År 1698 tillkom Sara 19 juli (efter Abrahams hustru), och 1755 togs Praxedes bort 21 juli, till förmån för Johanna, som tidigare haft namnsdag 15 december. De första beläggen för namnet "fruntimmersveckan" är dock från 1800-talet.

### Finland blir ryskt
När Sverige efter Finska kriget förlorade Finland till Ryssland 1809, började namnsdagskalendrarna utvecklas olika. 

#### Sverige
År 1827 togs sankt Apollinaris av Ravenna bort från 23 juli och ersattes med Emma i den svenska namnsdagslängden, för att hedra det svenska kronprinsparet Oscar (I):s och Josefinas andra barn, som föddes detta år. Parets barn skulle, enligt kronprinsessan, heta Emma om det blev en flicka. Det blev dock en pojke, Prins Gustaf, men Emma infördes ändå på det datumet och har funnits där sedan dess som ett av de mest populära flicknamnen. 
Då det därigenom blev sex kvinnonamnsdagar i rad från 19 till 24 juli började denna vecka kallas "fruntimmersveckan". Enligt Svenska Akademiens ordbok dök ordet "fruntimmersveckan" först upp 1870 i F. Tholanders tillägg till Anders Fredrik Dalins Ordbok öfver svenska språket (1850-1853), vilket tyder på att det då var ett accepterat begrepp. Enligt Institutet för språk och folkminnen (ISOF) finns det belägg för ordet från 1840-talet.
Eftersom namnsdagar firades och uppmärksammades flitigt under 1800-talet kan århundradet sägas innebära en sorts höjdpunkt för namnsdagsfenomenet - 1862 blev två Uppsalakvinnor bötfällda eftersom de under fruntimmersveckan plundrat trädgårdar inför namnsdagsfirande.

#### Finland
I Finland plockades Apollinaris bort från 23 juli först 1868, men ersattes där med det mer ryska flicknamnet Olga. Sedan skedde ytterligare en ändring 1929 i den finska namnsdagslängden, då Fredrik ersattes med flicknamnet "Riika" (kortform av Fredrika) den 18 juli, vilket 1950 ändrades till den vanligare stavningen "Riikka". Den finlandssvenska namnsdagslängden ändrades dock inte, så den finlandssvenska fruntimmersveckan har sex dagar precis som den rikssvenska, medan den finska Naistenviikko har sju dagar.

## Regndagar

### Sverige
Fruntimmersveckan har gammalt rykte om sig att vara mycket regnig, vilket kan bero på att det normalt sett är en av årets regnigaste veckor. Talesätt som fruntimmersveckan relateras ofta till Bondepraktikan, men den första svenska upplagan av Bondepraktikan kom innan fruntimmersveckan fanns i svenska kalendrar. Exempel på år där fruntimmersveckan varit helt regnfri i Sverige är 1901, 1947, 1955 och 1959.

### Finland
Enligt Finlands meteorologiska instituts statistik infaller helt regnfria fruntimmersveckor i medeltal en gång på 10 år, och lika många regniga fruntimmersveckor, då det regnar under alla sex eller sju dagarna. I medeltal regnar det under tre eller fyra av fruntimmersveckans dagar.